# کایزوکو-بن
«کایزوکو بن» آلبومی از اکسپت است.
این اثر در ناگویا، ژاپن در ۱۹ ستامبر ۱۹۸۵ در کنسرت اجراء شد.